# Sato Kentaro
Kentaro Sato (佐藤 健太郎 Satō Kentarō, sinh ngày 14 tháng 8 năm 1984 ở Mie) là một cầu thủ bóng đá người Nhật Bản hiện tại thi đấu cho Renofa Yamaguchi FC.

## Thống kê câu lạc bộ
Cập nhật đến ngày 23 tháng 2 năm 2018.
| Thành tích câu lạc bộ | Thành tích câu lạc bộ | Thành tích câu lạc bộ | Giải vô địch | Giải vô địch | Cúp                   | Cúp                   | Cúp Liên đoàn | Cúp Liên đoàn | Tổng cộng | Tổng cộng |
| Mùa giải              | Câu lạc bộ            | Giải vô địch          | Số trận      | Bàn thắng    | Số trận               | Bàn thắng             | Số trận       | Bàn thắng     | Số trận   | Bàn thắng |
| Nhật Bản              | Nhật Bản              | Nhật Bản              | Giải vô địch | Giải vô địch | Cúp Hoàng đế Nhật Bản | Cúp Hoàng đế Nhật Bản | J. League Cup | J. League Cup | Tổng cộng | Tổng cộng |
| --------------------- | --------------------- | --------------------- | ------------ | ------------ | --------------------- | --------------------- | ------------- | ------------- | --------- | --------- |
| 2007                  | Montedio Yamagata     | J2 League             | 10           | 0            | 0                     | 0                     | –             | –             | 10        | 0         |
| 2008                  | Montedio Yamagata     | J2 League             | 32           | 2            | 2                     | 0                     | –             | –             | 34        | 2         |
| 2009                  | Montedio Yamagata     | J1 League             | 32           | 0            | 2                     | 0                     | 4             | 0             | 38        | 0         |
| 2010                  | Montedio Yamagata     | J1 League             | 33           | 0            | 3                     | 0                     | 6             | 0             | 42        | 0         |
| 2011                  | Montedio Yamagata     | J1 League             | 27           | 1            | 1                     | 0                     | 2             | 0             | 30        | 1         |
| 2012                  | JEF United Chiba      | J2 League             | 34           | 0            | 2                     | 0                     | –             | –             | 36        | 0         |
| 2013                  | JEF United Chiba      | J2 League             | 40           | 0            | 2                     | 0                     | –             | –             | 42        | 0         |
| 2014                  | JEF United Chiba      | J2 League             | 37           | 0            | 4                     | 0                     | –             | –             | 41        | 0         |
| 2015                  | JEF United Chiba      | J2 League             | 29           | 0            | 2                     | 0                     | –             | –             | 31        | 0         |
| 2016                  | Kyoto Sanga           | J2 League             | 34           | 0            | 1                     | 0                     | –             | –             | 35        | 0         |
| 2017                  | Renofa Yamaguchi      | J2 League             | 36           | 0            | 1                     | 0                     | –             | –             | 37        | 0         |
| Tổng                  | Tổng                  | Tổng                  | 344          | 3            | 20                    | 0                     | 12            | 0             | 376       | 3         |